# Asadora!
Asadora! (яп. 連続漫画小説 あさドラ！, Renzoku Manga Shōsetsu Asadora!, укр. Асадора!, досл. Багатосерійна манґа-роман «Асадора!») — японська серія манґи, написана та проілюстрована Наокі Урасавою. З жовтня 2018 року виходить у журналі Weekly Big Comic Spirits видавництва Shogakukan, а станом на листопад 2024 року її глави опубліковані у дев'яти томах. 
У 2021 році, Asadora! отримала нагороду Lucca Comics за найкращу серію манґи.

## Сюжет
Asadora! розповідає історію життя дівчинки Аси Асади, яка живе з десятьма братами і сестрами та батьками в Нагої. Все починається в 1959 році, коли в матері Аси починаються пологи. Аса пішла шукати лікаря, який би допоміг матері народити дитину. Але дівчинка натрапляє на грабіжника, що вимагає за неї викуп. Коли на Японію обрушується тайфун Віра, Аса та її викрадач мусять працювати разом, щоб вижити. Пізніше, обшукуючи місцевість у пошуках будинку Аси, вони бачать в уламках слід великого монстра.

## Персонажі
Аса Асада
12-річна (пізніше 17-річна) студентка в Нагої, наймолодша з 12 дітей. Вона стає професійною льотчицею.
Касуґа
Ветеран Другої світової війни, пілот, який займається крадіжками зі зломом і викраденням людей; згодом допомагає Асі в її льотній підготовці.
Кінуйо
Власник місцевого ресторану, який піклується про Асу та її братів і сестер, що вижили після тайфуну Віра
Сьотаро Хаята
Друг Аси; юнак, який мріє про участь у перегонах на Олімпійських іграх 1964 року в Токіо.
Кеїті Накайдо
Безробітний біолог-дослідник, який шукає докази існування монстра в нотатках свого наставника Сінносуке Йодоґави.
Ейсаку Норо
Дядько Кеїті, власник занедбаного токійського кабаре.
Полковник Сіссодзі
Колишній військовий командир і соратник Касуґи. Він наймає Касуґу та Асу, щоб вистежити таємничого монстра.
Йонеко і Міяко
Шкільні подруги Аси, які мріють стати поп-співачками.
Сінроку, Хадзукі та Косіті Асада
Діти сім'ї Асада, які вижили після тайфуну Віра.
А-кура, Б-то і С-на
Спеціальні агенти під командуванням полковника Сіссодзі.
Ґінко Кондоу та Сьюзі Канейрі
Жінки-борці, подруги Міяко.
Лейтенант Косуґі
Морський лейтенант, який шукає інформацію про монстра.

## Виробництво
Наокі Урасава мав початкову ідею для Asadora! після землетрусу Тохоку та цунамі 2011 року. Бажаючи героя, який би дарував читачам надію, автор сказав, що головний герой має бути жінкою, тому що, коли він малює чоловіків, історія стає темною та депресивною. Бажаючи, щоб цей персонаж протистояв «певній кризі» на літніх Олімпійських іграх 1964 року в літаку, їй на той момент мало бути 17 років, щоб отримати ліцензію пілота. Крім того, під час дослідження Урасава натрапив на тайфун Ісеван 1959 року, коли дівчинці мало бути 12 років, і вирішив, що було б «гарно» почати історію з 12-річної дівчинки. Це також зробило Нагою місцем дії манґи. Юкі Таканамі, редактор французької версії серіалу, заявив, що назва манґи є відсиланням до телевізійних драм Renzoku Terebi Shōsetsu від NHK, які в просторіччі називаються «асадора» і часто розповідають про життя головної героїні з дитинства до зрілості.

## Публікація
Asadora!, написана та проілюстрована Наокі Урасавою, почала публікацію у журналі Weekly Big Comic Spirits видавництва Shogakukan 6 жовтня 2018 року. Asadora! є першою роботою Урасави, опублікованою в цифровому вигляді, і його першою роботою в журналі після 20th Century Boys, серіалізованих у 2007 році. Перша арка серії завершилася в січні 2019 року, і вихід манґи було перервано до травня того ж року. Серія знову пішла на перерву в серпні 2019 року та відновила публікацію в жовтні того ж року. Перший том вийшов 29 березня 2019 року. Станом на листопад 2024 року вийшло дев'ять томів. 

### Список томів
| № | Дата виходу       | ISBN                   |
| - | ----------------- | ---------------------- |
| 1 | 29 березня 2019   | ISBN 978-4-09-860278-0 |
| 2 | 30 вересня 2019   | ISBN 978-4-09-860433-3 |
| 3 | 28 лютого 2020    | ISBN 978-4-09-860587-3 |
| 4 | 28 серпня 2020    | ISBN 978-4-09-860738-9 |
| 5 | 30 квітня 2021    | ISBN 978-4-09-861078-5 |
| 6 | 28 грудня 2021    | ISBN 978-4-09-861231-4 |
| 7 | 30 листопада 2022 | ISBN 978-4-09-861546-9 |
| 8 | 27 грудня 2023    | ISBN 978-4-09-862669-4 |
| 9 | 28 листопада 2024 | ISBN 978-4-09-863132-2 |

## Сприйняття
Asadora! виграла нагороду за найкращу серію на Lucca Comics Awards 2021 в Італії. Вона також була номінована на премію «Найкращий комікс серед молоді» 2021 року на 48-му Міжнародному фестивалі коміксів в Ангулемі у Франції та на «Найкращу манґу» на премії Harvey Awards у США. Завдяки зображенню тайфуну Ісеван, Asadora! використовувалася як частина виставки в Центрі запобігання стихійним лихам міста Нагоя Мінато.
Прочитавши перший том, південнокорейський кінорежисер Пон Чжун Хо написав, що «мудрий вираз обличчя та гідна поведінка Аси вже дають мені надію та великі сподівання», і назвав Урасаву «найвидатнішим оповідачем нашого часу». Він порівняв враження від читання Asadora! до можливості повернутися назад і вперше знову прочитати 20th Century Boys. Ребекка Сільверман з Anime News Network поставила першому тому оцінку A−. Вона написала: «Це дуже солідна робота. Аса — це запальна героїня, яку легко підтримувати». Рубен Барон з Comic Book Resources сказав: «Як манґа історичної фантастики, Asadora! настільки переконлива, що стає майже несподіванкою, коли елементи наукової фантастики знову з’являються на останніх двох сторінках книги».